# Supon
Supon (en rus: Супонь) és un poble de l'óblast de Tula, a Rússia, segons el cens del 2010 tenia 423 habitants.